# Indotipula singhalica
Indotipula singhalica är en tvåvingeart som först beskrevs av Alexander 1973.  Indotipula singhalica ingår i släktet Indotipula och familjen storharkrankar.
Artens utbredningsområde är Sri Lanka. Inga underarter finns listade i Catalogue of Life.